# Paolo Lugli
Paolo Lugli (* 8. Februar 1956 in Carpi) ist ein italienischer Wissenschaftler im Fachbereich Nanoelektronik und Molekularelektronik.
Lugli absolvierte an der Universität Modena ein Studium der Physik, das er 1979 abschloss. Anschließend studierte er Elektrotechnik an der Colorado State University. 1982 erlangte er dort den Master of Science, 1985 den Ph.D. In der Folge kehrte Lugli nach Italien zurück, um zunächst als Assistent der Abteilung Physik der Universität Modena zu arbeiten. 1988 wechselte er als assoziierter Professor an die Fakultät für Ingenieurwesen der Universität Tor Vergata in Rom, wo er 1993 eine ordentliche Professur für Optoelektronik erhielt. 2002 wurde er auf den Lehrstuhl für Nanoelektronik an der Technischen Universität München berufen. Von 2014 bis 2016 amtierte Lugli dort als Dekan der Fakultät für Elektrotechnik und Informationstechnik. Seit 2017 ist er an der Freien Universität Bozen tätig, der er bis 2024 als Rektor vorstand.
Luglis besondere Forschungsinteressen gelten unter anderem der Simulation von elektronischen und optoelektronischen Bauelementen, dem Entwurf von breitbandigen optischen Netzwerken, dem Studium der elektronischen und optoelektronischen Eigenschaften von organischen und anorganischen Nanostrukturen und der elektrooptischen Charakterisierung von Halbleiter-Bauelementen.